# 中村陽吉
中村 陽吉（なかむら ひよし、1925年8月1日 ‐ ）は、東京都出身の心理学者。著書は、専門の心理学の他、自宅で飼っている亀に関するものがある。

## 来歴
1947年 東京帝国大学文学部心理学科卒業

1947年 厚生省国立公衆衛生院 心理学研究室勤務

1950年 東京都立大学人文学部 助手

1956年 同大学助教授

1969年 東京女子大学文学部 心理学科 教授

1983年 学習院大学文学部教授

1996年 同大学退職

## 著書
- 『集団の心理 グループ・ダイナミックス入門』 (現代心理学ブックス) 大日本図書, 1964
- 『心理学的社会心理学』光生館, 1972
- 『対人関係の心理 攻撃か援助か』 (現代心理学ブックス) 大日本図書, 1976
- 『対人場面の心理』 (UP選書) 東京大学出版会, 1983.5
- 『呼べばくる亀 :亀、心理学に出会う』誠信書房, 1991.2
- 『心理学者が亀に恋した理由』毎日新聞社, 1999.1
- 『カメちゃんおいで、手の鳴るほうへ 友だちになれる亀の飼い方』アトリエ・モレリ 絵・解説. 講談社, 2002.12
- 『対面場面の心理的過程 分類的観点からの接近』ブレーン出版, 2002.7
- 『新心理学的社会心理学 社会心理学の100年』ブレーン出版, 2006.12
- 『世間心理学ことはじめ』東京大学出版会, 2011.8
- 『「老人」と「亀」 人対亀、亀対亀関係の心理』弘報印刷出版センター, 2015.11

### 共編著
- 『社会心理学』 (心理学叢書) 辻正三共編. 誠信書房, 1957
- 『心理学 6 社会心理』辻正三共編 (有斐閣双書) 1975
- 『「他者を助ける行動」の心理学』高木修 共編著. 光生館, 1987.4
- 『「自己過程」の社会心理学』編. 東京大学出版会, 1990.1
- 『対面場面における心理的個人差 測定の対象についての分類を中心にして』編著. ブレーン出版, 2000.11

翻訳
- マイケル・アージル『対人行動の心理』辻正三共訳. 誠信書房, 1972